# Jupiaba poekotero
Jupiaba poekotero är en fiskart som beskrevs av Angela M. Zanata och Lima 2005. Jupiaba poekotero ingår i släktet Jupiaba och familjen Characidae. Inga underarter finns listade i Catalogue of Life.